# Ars Antiqua Austria
Ars Antiqua Austria è un'orchestra da camera fondata a Linz nel 1995 allo scopo di riscoprire il repertorio  austriaco di musica barocca utilizzando gli strumenti dell'epoca o loro copie moderne.

## Storia
Alla Corte imperiale di Vienna, durante il periodo barocco, la musica era influenzata dai compositori Italiani e francesi. Elementi di queste scuole fusi con sonorità prese dalla musica popolare slava e ungherese vennero a costituire la musica barocca austriaca.
Il nucleo del gruppo è costituito da otto strumentisti diretti dal violinista Gunar Letzbor. L'orchestra può però talvolta aumentare il suo organico in funzione delle opere eseguite.